# All In A Mouse's Night
All in a Mouse's Night (en castellano "Todo en una noche de ratón") es una canción del grupo inglés de rock progresivo Génesis; la quinta del álbum Wind & Wuthering de 1976. La canción es una de las tres composiciones exclusivas de Tony Banks para este álbum (las otras serían "One For The Vine" y "Afterglow").
Cuenta una historia, como muchas de las canciones del grupo durante la era de Peter Gabriel (de la misma forma que, por ejemplo "The Fountain Of Salmacis" o "Get' Em Out By Friday"). Es una historia sarcástica que trata sobre una pareja de humanos, un gato, y un ratón: el ratón sale de su hoyo por la noche y es visto por la pareja, quien intenta capturarlo, pero fracasan. El gato de la casa arrincona al ratón pero en un desesperado intento de salvarse a sí mismo, el pequeño ratón le arroja un tarro en la cabeza al felino y lo derriba. Finalmente, el gato intenta salvar su honor contando que repentinamente apareció un ratón gigante.
Phil Collins aquí también utiliza la misma técnica que utilizaba Gabriel, haciendo cambios vocales para los diferentes personajes de la canción. La canción es un buen ejemplo de la dirección que Génesis estaba tomando, durante lo que se podría llamar el período ínterin de 1976-1978, entre el momento en que Gabriel dejó el grupo y el momento en que la banda toma la decisión de acortar sus canciones y ampliar su convocatoria.
"All in a Mouse's Night" tiene la misma calidad narrativa y estructural que se puede encontrar en canciones de trabajos anteriores como en Nursery Cryme, Foxtrot, o Selling England by the Pound, pero dejó de lado el tema mitológico o de ciencia ficción, en favor de una fantasía contada como un cuento para niños (algo que también se repetiría en la canción "Scenes From a Night Dream", de su próximo álbum "And Then There Were Three"). 
Esta misma metamorfosis puede ser observada en canciones como "Squonk", "Robbery, Assault & Battery", o "Eleventh Earl Of Mar", aunque "All in a Mouse's Night" no se acerca, en términos de contenido, a ninguna de ellas. Es una gran canción pero no ha causado un profundo efecto entre los seguidores del grupo. Fue interpretada en vivo en muy pocas ocasiones durante la gira de 1977, para ser rápidamente dejada de lado. No ha sido publicada en vivo en ningún álbum de la banda.
- Datos: Q5669140